# 小行星6975
小行星6975（6975 Hiroaki）是一颗围绕太阳公转的小行星。1992年8月25日，大友哲在藤枝市发现了此天体。
該小行星以日本業餘天文學家林宏明命名。
这颗小行星的绝对星等为333.96344等。